# Valutaoorlog
Een valutaoorlog of currency war is een strijd (overdrachtelijk oorlog genoemd) tussen staten of muntunies om de koers van hun munt ten opzichte van munten van andere machten te laten dalen, of in ieder geval niet te laten stijgen.

## Methodes
Enkele methodes:
1. Koppelen van de eigen munt aan een ‘ankermunt’ waarvan men denkt en hoopt dat die niet in koers gaat stijgen. Voorbeeld: China had zijn munt tot juli 2010 gekoppeld aan de Amerikaanse dollar.
2. Kapitaalbeperking: een overheid maakt het moeilijk of onmogelijk voor buitenlands kapitaal om het land ‘binnen te komen’ om bijvoorbeeld binnenlandse obligaties te kopen. Een voorbeeld: met ingang van 4 oktober 2010 verdubbelde Brazilië de belasting op buitenlandse aankopen van Braziliaanse obligaties.
3. De centrale bank van een land kan de officiële rentetarieven verlagen: die rentes fungeren als "bodem" voor de rentetarieven van dat land. Indien tevens het bankwezen van dat land van ruime liquiditeiten wordt voorzien, kan dit leiden tot een vermindering van het algehele renteniveau van dat land. Beleggen in vastrentende waarden (staatsleningen en bedrijfsobligaties) wordt daarmee relatief minder aantrekkelijk. Dit kan leiden tot een daling van de valuta van het betreffende land.
4. De geldhoeveelheid van de eigen valuta vergroten ('de geldpersen laten draaien'), eufemistisch ook wel kwantitatieve versoepeling genoemd. De veronderstelling erachter is, dat daarvan een inflatoire impuls uitgaat, die kan leiden tot een mindere aantrekkelijkheid van de valuta. Of een dergelijk middel tot het beoogde doel leidt, is nooit met zekerheid te zeggen.
5. Valuta-interventie: een centrale bank koopt met de eigen valuta vreemde valuta’s op. Voorbeelden: Zuid-Korea kocht sept-okt 2010 elf miljard dollars, Japan 25 miljard, Zwitserland een onbekend aantal, alle dus met de bedoeling om de koers van de dollar omhoog en van de eigen munt omlaag te krijgen. Opgemerkt wordt dat de wereldwijde valutamarkt een zodanige omvang heeft dat dergelijke interventies meestal slechts een kortstondig effect sorteren. Om een duurzaam effect te sorteren zou, ook bij relatief kleinere valuta's, interventies van (de tegenwaarde van) honderden miljarden dollars nodig zijn. Dit vergt in de meeste gevallen een gezamenlijk optreden van meerdere centrale banken, gedurende langere tijd: iets waarvoor meestal niet voldoende parallelle belangen aanwezig zijn.

Sommige van bovengenoemde methodes bijten, deels, in hun eigen staart:
bij nummer 3, verlaging rentetarieven, wordt als nadeel genoemd, dat de daling van het algehele renteniveau tevens kan leiden tot lagere financieringskosten van ondernemingen, wat een positief effect kan hebben op aandelenkoersen, hetgeen weer tot een toevloed van buitenlands kapitaal kan leiden, hetgeen (op zichzelf) juist weer een opwaarts effect op die valuta heeft.

## Nadelen en risico's
Het voeren van valutaoorlog, met welke methode dan ook, heeft altijd risico's:
- Van inflatie, met één van bovenstaande methodes op gang gebracht, is nooit zeker of zij wel tot een van tevoren beoogd niveau beperkt kan worden.
- Deze stappen kunnen door andere landen als "unfair" worden aangemerkt, en die landen kunnen dan reageren met handelsmaatregelen. Dit neemt dan bijvoorbeeld de vorm aan van extra importheffingen of importrestricties, beide ter bescherming van de eigen producenten.
- Een (geforceerde) daling van de eigen valuta zal ertoe leiden dat importen evenredig duurder worden voor de eigen consumenten.
- Door een devaluatie van de eigen munt wordt de waarde van beleggingen, luidende in die munt, in handen van buitenlandse beleggers, verminderd. Voorbeeld: stel, er zijn vermoedens dat de dollar misschien gaat devalueren. Een Nederlands pensioenfonds dat houder is van Amerikaanse staatsleningen, zou de waarde daarvan in euro's door een devaluatie van de dollar met 5%, met 5% zien dalen. Reeds de kans daarop kan voor dergelijke buitenlandse beleggers aanleiding zijn dergelijke beleggingen te verkopen. Dit zal dan tot een stijging van de kapitaalmarktrente leiden. Met een dergelijk risico zal een land meer rekening moeten houden naarmate een groter deel van de schuld (staatsschuld zowel als bedrijfsobligaties) in buitenlandse handen is.